# Gran Premio Gilberto Lerena
El Gran Premio Gilberto Lerena es una carrera clásica de caballos que convoca a hembras de 3 años y más edad, y se disputa en el Hipódromo Argentino de Palermo, sobre pista de césped y un trazado de 2200 metros. La prueba se realiza en el mes de abril, el mismo día del Gran Premio de Honor.
Está calificada como una competencia de Grupo 1 en la escala internacional, si bien hasta el año 1994 fue un cotejo de Grupo 2. En el año 2008, dejó de disputarse en 1600 metros y pasó a 2000 metros, hasta el año 2012. De ahí en adelante, no se utilizó más la pista de arena y se extendió el tiro hasta 2200 metros.
Estre premio recibe su nombre en honor al criador uruguayo Gilberto Justiniano Lerena Lenguas, turfman reconocido del siglo XX en el Río de la Plata. Dirigió los haras "La Guardia", "El Moro", y fue copropietario junto a Ignacio Correas (h) del haras "Las Ortigas". Fundó en 1895 el Haras "El Viejo", donde nació y se crio el cuádruple coronado y padrillo jefe de raza Old Man. Llamado al nacer "Bend Or", cambió su nombre por "Old Man", precisamente, en honor a su dueño Gilberto, a quien apodaban "El Viejo".
En 1913, como reconocimiento a los méritos de Gilberto Lerena a favor del desarrollo hípico y la cría del sangre pura de carrera en la Argentina, el Jockey Club de Buenos Aires instituyó el Gran Premio (Grupo I) "Gilberto Lerena", en reemplazo del Premio Abril. En cada premiación, descendientes de la familia Lerena, de ambas márgenes del Río de la Plata hacen entrega de las distinciones a los ganadores.

## Últimas ganadoras del Gilberto Lerena
| Año  | Ganadora             | País | Jockey                  | País | Padre              | País | Madre            | País | Criador                     | Caballeriza           | Colores            |
| ---- | -------------------- | ---- | ----------------------- | ---- | ------------------ | ---- | ---------------- | ---- | --------------------------- | --------------------- | ------------------ |
| 2025 | Ceniza Pampa         |      | Kevin Banegas           |      | Hat Ninja          |      | Cute Black Eyes  |      | Abel Ángel Terenziani       | Rodolfo Pedro         |                    |
| 2024 | Ballado's Beach      |      | Adrián Giannetti        |      | Treasure Beach     |      | Ballado's Cat    |      | Haras El Gusy               | Las Monjitas          |                    |
| 2023 | Belleza De Arteaga   |      | William Pereyra         |      | Cosmic Trigger     |      | Bunny Sand       |      | Haras Juan Antonio          | Chos Malal            |                    |
| 2022 | Wild Ones            |      | Gabriel Bonasola        |      | Cima De Triomphe   |      | Wild Wild Luck   |      | Haras La Leyenda De Areco   | Campos De Arauco      |                    |
| 2021 | Fanciful             |      | Rodrigo Blanco          |      | Heliostatic        |      | Fanny Doll       |      | Haras Santa María de Araras | Santa María de Araras | Horse racing silks |
| 2020 | No hubo por pandemia |      |                         |      |                    |      |                  |      |                             |                       |                    |
| 2019 | American Song        |      | José Aparecido Da Silva |      | Stripes Song       |      | American Whisper |      | Haras La Pasión             | Rubio B               | Horse racing silks |
| 2018 | La Extraña Dama      |      | Eduardo Ortega Pavón    |      | Catcher In The Rye |      | Toda Una Dama    |      | Haras de La Pomme           | La Pomme              | Horse racing silks |
| 2017 | Kiriaki              |      | Gustavo Calvente        |      | Catcher In The Rye |      | Kiria            |      | Haras Santa Inés            | Santa Inés            | Horse racing silks |
| 2016 | Conviction           |      | Eduardo Ortega Pavón    |      | City Banker        |      | Cronwell Land    |      | Haras Orilla del Monte      | Los Moure             | Horse racing silks |
| 2015 | Furia Cruzada        |      | Juan Cruz Villagra      |      | Newfoundland       |      | Nuestra Machi    |      | Haras Dadinco               | Haras Cachagua        | Horse racing silks |
| 2014 | Malacostumbrada      |      | Juan Cruz Costa         |      | Lizard Island      |      | Mapul Wells      |      | Haras La Pasión             | San Jupe              | Horse racing silks |
| 2013 | Candy Marie          |      | Rodrigo Blanco          |      | Pure Prize         |      | Candy of Mine    |      | Haras Santa María de Araras | Santa María de Araras | Horse racing silks |
| 2012 | Malibu Queen         |      | Walter Aguirre          |      | Bernstein          |      | Malinche         |      | Haras Santa María de Araras | Santa María de Araras | Horse racing silks |
| 2011 | Malpensa             |      | Adrián Giannetti        |      | Orpen              |      | Marsella         |      | Haras Santa Inés            | Santa Inés            | Horse racing silks |
| 2010 | Ollagua              |      | Altair Domingos         |      | Pure Prize         |      | Open Secrets     |      | Haras La Providencia        | La Providencia        | Horse racing silks |
| 2009 | Cayaya               |      | Juan Carlos Noriega     |      | Slew Gin Fizz      |      | Candy's Breeze   |      | Haras La Magdalena          | Tombo                 | Horse racing silks |
| 2008 | Luna Arrabalera      |      | Mario Nuñez             |      | Silver Planet      |      | Dorylad          |      | Haras Nimanor               | Ni Manor              | Horse racing silks |
| 2007 | Estricta             |      | Juan Carlos Noriega     |      | Roy                |      | Enmendada        |      | Haras Vacación              | La Esperanza          | Horse racing silks |
| 2006 | Carla Stripes        |      | Gustavo Calvente        |      | Candy Stripes      |      | Donna Carla      |      | Haras Melincué              | Melincué              | Horse racing silks |
| 2005 | Postergada           |      | José Ricardo Méndez     |      | Equalize           |      | Pousse           |      | Haras Abolengo              | Chopp                 | Horse racing silks |
| 2004 | Salt Champ           |      | Pablo Falero            |      | Salt Lake          |      | Wandel           |      | Álvaro Vargas Lerena        | EVG                   | Horse racing silks |
| 2003 | Miss Loren           |      | Edgardo Gramática       |      | Numerous           |      | Luminare         |      | Haras Firmamento            | Firmamento            | Horse racing silks |
| 2002 | Slew The Moon        |      | Pablo Falero            |      | Kitwood            |      | Slew of Reasons  |      | Haras Vacación              | Vacación              | Horse racing silks |
| 2001 | Real Number          |      | Jorge Valdivieso        |      | Rainbow Corner     |      | Numeraria        |      | Haras La Quebrada           | La Quebrada           | Horse racing silks |
| 2000 | Mi Sureña            |      | Jacinto Herrera         |      | Southern Halo      |      | My Swinger       |      | Haras La Quebrada           | Bonaventura           | Horse racing silks |
| 1999 | Speeding Star        |      | Julio César Méndez      |      | Fitzcarraldo       |      | Gemini           |      | Haras Ojo de Agua           | Orilla del Monte      | Horse racing silks |
| 1998 | Giulie-Halo          |      | Jacinto Herrera         |      | Southern Halo      |      | Giulietta        |      | Rubén Sciacca               | Monte Mayor           | Horse racing silks |
| 1997 | Rímel                |      | Jacinto Herrera         |      | Southern Halo      |      | Ridge            |      | Haras La Quebrada           | La Quebrada           | Horse racing silks |
| 1996 | Syzygy               |      | Oscar Conti             |      | Big Play           |      | Adja             |      | Haras Comalal               | Comalal               | Horse racing silks |
| 1995 | La Olla              |      | Horacio Karamanos       |      | Fitzcarraldo       |      | Hermine          |      | Haras Comalal               | El Doguito            | Horse racing silks |
| 1994 | Southern Filly       |      | Juan Carlos Noriega     |      | Southern Halo      |      | Filly Bold       |      | Haras La Quebrada           | Forego                | Horse racing silks |
| 1993 | Pescara              |      | Jorge Ojeda             |      | Fitzcarraldo       |      | Pietrasanta      |      | Haras Ojo de Agua           | Bakota S.A.           | Horse racing silks |
| 1992 | So Lovely            |      | Miguel Sarati           |      | Halpern Bay        |      | Bonita Mary      |      | Haras Santa María de Araras | Santa María de Araras | Horse racing silks |
| 1991 | La Charlatana        |      | Jorge Valdivieso        |      | Kasteel            |      | Dialéctica       |      | Haras Los Cerrillos         | La Biznaga            | Horse racing silks |